# Povijesne lađe
Bark (eng. barque) je velik jedrenjak za prekooceanska putovanja. Ima tri do pet jarbola. Krmeni jarbol ima uzdužno, a ostali križno jedrilje. Dužine je 40-60 metara i nosivosti 500-1.500 tona. Ima 10-18 članova posade. Bark je zapravo brik čiji je trup proširen i povećana površina jedara. Radi zaštite tereta imao je i 2-4 topa. Daljnjim produljivanjem barka nastajali su kliperi.
Barkentina je jedrenjak s tri jarbola, koji ima sošna i vršna jedra, a na pramčanom jarbolu križno jedro. Sličan je briku i brik-škuneru (brigantinu).
Batana je čamac dužine od 4 do 8,5 metara ravnog dna koje je blago zakrivljeno prema pramčanoj statvi i krmenom zrcalu, s malo izbočenim zaključkom na pramcu i omjerom dužina-širina 1:3. Pojavljuje se na Jadranu u davno doba i širi Europom i svijetom kao pogodna za plovidbu plitkim vodama. Pripada mnogobrojnoj obitelji čamaca ravnog dna kao što su venecijanska gondola, neretvanska trupa ili komiška sandula. Batane izgrađene u drugoj polovici 20. st. rijetko su duže od 5 metara. Potpuno je izgrađena od drva; kostur najčešće od hrastovine, a oplata od jelovine ili smrekovine. Za zakivanje se koriste pocinčani čavli ili ručno izrađeni od kovana željeza. Batanu može pokretati jedro (oglavno četverokutno, veličine ovisno o dužini batane), vesla (za ribarenje dva vrlo duga) ili izvanbrodski motor. Urez na krmenom zrcalu batane bio je namijenjen jednom veslu za veslanje na način gondole. Postoje otvorene, te opalubljene batane koje se koriste za rad mrežama i parangalima. Podnosi svako more jer ne siječe valove i more već po njima skače i propinje se preko vala.

U Rovinju postoji eko-muzej "Kuća o batani" posvećen batani, ribarskoj brodici i lokalnoj zajednici koja je batanu prepoznala kao svoj simbol, jer je upravo batana najrasprostranjenije tradicionalno plovilo u Rovinju. Otud i naziv rovinjska batana.

U makarskom primorju je za batanu uvriježen naziv gondula, no ona ima nešto oštriji pramac od rovinjske batane. Inače, ime batana povezuje se s talijanskom riječi battere (udarati) što asocira na zvuk udaranja njena ravnog dna o valove. Neki izvori kažu da ime potječe od drevnog pomorskog naziva batto za malenu barku iz 14. st. prethodnicu današnjeg čamca, u anglosaksonskome bat i kasnije eng. boat (čamac).
Bracera je srednjodalmatinski teretni obalni jedrenjak 19. i 20. st. Ima jedan jarbol koji se nalazi na kraju 1/3 duljine broda. Često ima i kosnik s jednom prečkom, a jedro je oglavno s dvije okrižice (lantine) i ima tri ruke kratica. Raširena je duž cijele istočne obale Jadrana, a vjerojatno joj je porijeklo vezano za otok Brač. Obrisom se ne razlikuje osobito od gajete, trup joj je oblog dna i bokova. Veće bracere su duge 15-17 metara i mogu krcati 50-70 tona, a manje 7-12 metara za 10-40 tona.
Bragoc je istarska inačica bracere, s tim što je on i ribarica, a za razliku od dalmatinske bracere ima dva jarbola s oglavnim jedrima. Paluba je duž cijelog broda, ima uzak pramac i široku krmu, te mali gaz i veliko kormilo koje seže duboko ispod kobilice čime se smanjuje opasnost od zanošenja. Tipičan je po tomu što mu je pramac uzak, a krma široka, na kraju gotovo pravokutna. Dužina mu je 8-13 metara, a nosivost 10-20 tona.
Brik (eng. brig) je trgovački jedrenjak srednje veličine s dva jarbola s križnim jedrima te jednim sošnim jedrom na krmenom jarbolu. Nekada su se upotrebljavali i kao laki ratni brodovi za kurirsku službu.
Brik-škuner (brigantin) je teretni jedrenjak koji se upotrebljava za plovidbu po Sredozemnom moru. Od brika se razlikuje po jedrilju.
Condura Croatica (hrvatska kondura) je bio najmanji ali i najubojitiji ratni brod svog doba koji je opisao bizantski car Konstantin Porfirogenet. Prema tim zapisima Hrvati su imali 80-ak tih brodova. Bili su dužine 7-8 metara, građeni klasičnim načinom s rebrima i oplatom spojenom drvenim i željeznim čavlima. Po svom obliku spadaju u uske brodove, te su se koristili kao brze veslarice, a u slučaju povoljnog vjetra podizalo bi se četvrtasto jedro i tada su se funkcije paralelnih gredica na dnu mijenjale i one su postajale stabilizatori broda. Ti brodovi su napravljeni i vjerojatno su plovili u vrijeme hrvatskih narodnih vladara Krešimira IV. i Zvonimira. Prema nekim povijesnim izvorima, u Krešimirovo vrijeme Hrvatska je imala 20.000 veslača na kondurama, a neki izvori govore da je kralj Tomislav imao samo u Ninu spremno 15.000 veslača na kondurama.
Dubrovačka karaka (eng. argosy) je velik jedrenjak građen u Dubrovačkoj Republici od 15. st. Imala je tri jarbola, srednji najviši s dva križna jedra, te na pramcu s križnim i krmi latinskim jedrom. Jedra su bila teška i podizala su se uz pomoć ručnog vitla. Krma je bila visoka, što je karakteristika prekooceanskih brodova. Spada među najveće brodove toga doba. Karake su prevozile skupi teret. Imale su i naoružanje do 40 topova za obranu od gusara. Posade su bile do 140 ljudi. Karaka je krajem 16. st. poboljšana, pa je mogla prevesti i do 1.000 vojnika i 900 tona tereta. Dubrovčani su karakama putovali i do Velike Britanije i SAD-a. U djelima Williama Shakespearea, "Mletački trgovac" i "Ukroćena goropadnica" spominje se riječ "argosy" koja znači dubrovačka karaka.
Džunka je kineski jedrenjak, a ime joj dolazi od malajske riječi dgong ilijong. Džunke su se prvi put pojavile za vrijeme dinastije Han (220. pr. Kr. – 200. n.e.) te postupno evoluirale u jedan od najuspješnijih tipova brodova u povijesti. Tipične džunke imaju prostran, širok i plosnat pramac te prostran, širok i visok kaštel na krmi. Imaju do pet jarbola i lugerska jedra (trokutasta) postavljena gotovo u liniji broda čime je omogućena plovidba protiv vjetra, za razliku od četvrtastih jedara na prvotnim europskim jedrenjacima koji su mogli ploviti jedino niz vjetar. Do 15. st. Kinezi su gradili džunke duge 150 metara i gotovo 100 metara široke i bile su veće od ikojeg jedrenjaka izgrađenog u Europi.
Fregata (eng. frigate), jedrenjak za pratnju ratnih i trgovačkih brodova, prvi put se spominje u 13. st. kao mala i brza galija s osam vesala i latinskim jedrom, a na pramcu joj je bio bacač kamena. Sredinom 14. st. fregate već imaju 12 vesala, a na pramcima su i do četiri bacača kamena. Temeljna namjena u vojnoj službi fregate je prenošenje zapovjedi, izviđanje i potpora galijama. Fregata na jedra razvila se tijekom 18. st. iz gusarskih brodova i tada je postala nova vrsta ratnoga broda bržeg od svih tadašnjih trgovačkih i linijskih ratnih brodova, naoružanog s po 40 topova. Glavno, udarno topništvo fregate smješteno je na glavnoj pokrivenoj palubi. Krmeni dio završavao je povišenim nadgrađem (kasarom). Fregata toga doba ima tri jarbola, a temeljne zadaće su joj izviđanje, borba s gusarskim brodovima i eskortna pratnja drugih brodova. U 19. st. fregata je nestala iz upotrebe, a zamijenila ju je krstarica.
Gajeta je morski ribarski čamac zaobljena trupa, šiljata pramca i krme, s jednim latinskim jedrom (ponekad i oglavnim jedrom koje se moglo kratiti). Duga je između 6 (manji tip) i 12 metara (veći tip, opalubljen). Opskrbljena je s dva ili četiri vesla, kojima se vesla stojećki. Posada: 2-4 čovjeka. U Hrvatskoj je bila u uporabi od 18. st. najviše u srednjoj Dalmaciji. Poseban tip gajete, falkuša, gradio se u Komiži.
Gajeta falkuša je osobit oblik gajete za ribarenje u području Visa, Korčule i Palagruže. Brzina te gajete dovedena je do maksimuma (sama gajeta je bila vitka i imala je priličnu brzinu) te je falkuša postizala do 8 čvorova jer su na postojeća rješenja gajete dodane falke (posebna uzdužna bočna dogradnja visoka i do pola metra). Duljina joj se kretala od 9 do 10 metara, nosivost do 5,5 tona tereta (ribe).
Galija (grč. galea) je antički brod s jednim, dva ili tri reda vesala koji su u potpunosti pokretali veslači, a koristio se za trgovinu i ratovanje. Za razliku od brodova s jedrima, galijama je bila važnija plovidba blizu obale jer su često trebale opskrbu pitkom vodom za svoje velike posade. Galije su mogle koristiti malene uvale i plaže kao luke, ploviti uzvodno uz rijeke, djelovati u vodama dubokima samo jedan metar, te su mogle biti nošene preko kopna. Prve galije imale su po jedan red veslača sa svake strane, a kasnije je nekim galijama dodan i drugi pa i treći red vesala. Srednjovjekovne galije imale su pomorske topove usmjerene naprijed kao dodatak kljunu iznad vodene crte građenom da probije oplatu neprijateljskog broda. Standardne galije imale su 24 veslačke klupe sa svake strane, a na svakoj su bila tri veslača. Velike galije (lanterne) koje su bile zastavni brodovi imale su 27 klupa sa svake strane sa 156 veslača i posadu od 15 časnika i 105 ostalih mornara te su bile teže naoružane. Razni tipovi galija dominirali su u pomorskom ratovanju na Sredozemnom moru od Homerovog vremena pa sve do uvođenja širokotrupnih ratnih brodova s jedrima na Mediteranu u 17. stoljeću kada su pojavom parnog pogona potpuno izbačene iz uporabe.
Galijun je veliki trgovački jedrenjak koji se u 16. st. razvio od karake i karavele. Iako je u pravilu služio za prijevoz putnika i robe, obično je bio dobro naoružan radi zaštite od gusara. Galijun je svoj vrhunac doživio u 17. st. kada je osim kao trgovački korišten i kao ratni brod. Sličan je galiji, s visokim bokovima, izuzetno dobrih pomorskih osobina. Ima kosnik i tri (kasnije i četiri) jarbola. Prednji jarboli nose križna, a krmeni latinska jedra. Svi jarboli imaju košare na vrhu, a prednja dva jarbola i nastavke. Galijun ima dvije palube koje se protežu po cijeloj dužini broda, a nosi i karakteristična nadgrađa (četvrtasti kaštel na pramcu i dugačak dvokatni kasar na krmi). U početku na bokovima obiju paluba ima sedam, a u nadgrađima po četiri topa. Tijekom 17. st. na galijunima nestaju kašteli, a topničko naoružanje dobiva na jačini i brojnosti, pa se tako galijun sve više pretvara u linijski brod.
Goleta je teretni jedrenjak duge plovidbe koji se upotrebljavao za plovidbu po Jadranskom, a osobito po Sredozemnom moru. Ima dva jarbola s nastavcima. Na pramčanom jarbolu je sošno jedro i na njegovom nastavku tri križna jedra, a na krmenom jarbolu su sošna jedra i gornjača. Oblih je bokova, dužine je 20-26 metara i nosivosti 180-260 tona. Posada se sastoji od sedam osoba. Goleta spada u klasu škunera, a na hrvatskom dijelu Jadrana nije bila odviše česta.
Grip je manji jedrenjak na vesla s jednim jarbolom, sličan briku-škuneru, potpuno prekriven palubom te s kasarom na krmi. Pojavio se u srednjem vijeku na Sredozemlju, s osnovnom namjenom trgovačkog i ribarskog broda, no u 17. i 18. st. njime su se služili i gusari. Gripovi su bili i u sastavu trgovačke mornarice Dubrovačke Republike, a upotrebljavali su se za prijevoz tereta i putnika. Grip je najpoznatiji kao obalni i transjadranski jedrenjak, a najčešće se upotrebljavao duž istočnojadranske obale.
Guc je manji morski ribarski čamac sličan gajeti, zaobljena trupa i šiljata pramca i krme, s jednim parom vesala i jarbolom s latinskim jedrom. Može biti i djelomično opalubljen.
Hulk je veliki trgovački trojarbolni jedrenjak niska pramca i visoke krme, naoružan sa šest do osam topova. Korišten je u 15. i 16. st.
Jol je manji jedrenjak s velikim pramčanim i malim krmenim jarbolom. Zbog svojih navigacijskih sposobnosti popularan je među sportskim jedriličarima. Njime su nekoliki sami oplovili svijet.
Karaka je vrsta jedrenjaka s tri ili četiri jarbola, koja se razvila na Mediteranu u 15. st. Zahvaljujući svojoj konstrukciji, karake su bile prvi brodovi sposobni preploviti oceane te su odigrale ključnu ulogu u doba otkrića. Najpoznatija karaka u povijesti je "Santa Maria", na kojoj je Kolumbo otkrio Ameriku, a nešto kasnije je s karakom "Victoria" Magellanova ekspedicija oplovila svijet. U 16. st. karaka je evoluirala u galijun.
Karavela je relativno mali, ali pokretljivi jedrenjak koji se razvio u Špajolskoj i Portugalu krajem 15. st. Imala je važnu ulogu u doba otkrića, jer je zbog plitkog gaza lakše pristajala na obalu, te je mogla istraživati ušća velikih rijeka. Razlikuju se dva tipa: caravela latina, opremljena s latinskim jedrima, te caravela redonda, opremljena s križnim jedrima.
Ket (ime od eng. cat – mačka) je lađa, odnosno čamac koji ima jedan jarbol s jednim jedrom.
Keč je manji jedrenjak s dva jarbola iste veličine. Krmeni jarbol se nalazi ispred kormila.
Kliper je tip jedrenjaka koji je razvijen početkom 19. st. i koji se isticao velikom brzinom. Iako je imao relativno mali teretni prostor, bio je prilično brz te je bio u stanju za relativno kratko vrijeme prevesti robu iz dalekih krajeva svijeta. Kliperi su, zbog velikog broja jedara, predstavljali veličanstven prizor. Njihovo je doba prošlo zahvaljujući uvođenju parobroda. Iako su kliperi bili u stanju prestići prve parobrode, s vremenom se ispostavilo da potonji ne ovise o vjetru. To je postalo pogotovo jasno nakon otvaranja Sueskog kanala i skraćivanja puta od Europe do Indije. Tu rutu kliperi nisu mogli koristiti zbog nepovoljnih vjetrova. Kliperi su postupno nestajali s mora do kraja 19. st.
Koga je tip jedrenjaka koji se razvio na obalama Baltičkog mora u srednjem vijeku, a imala je jedan jarbol pri čijem je vrhu bila izviđačka košara. Služila je za prijevoz robe, a po potrebi i za ratna djelovanja. Koga je od 12. do 14. st. bila glavni trgovački brod Baltičkog mora, a u 15. st. evoluirala je u hulk i karavelu.
Korveta je jedrenjak po svemu sličan fregati samo manji, sa sličnim jarbolima i jedrima, a jedina vizualna razlika od fregate je krmeni dio broda koji je kod korvete ravan tj. na razini glavne palube. Uz izviđačku i prateću ulogu, korveta je znala poslužiti i kao istraživački i oceanografski brod. Korveta je postupno nestala iz ratne flote u 19. st. kada ju je zamijenila torpiljarka.
Kuter je mali i brzi obalni jedrenjak s jednim jarbolom, koji se, kao i bracera, na hrvatskom dijelu Jadrana najčešće upotrebljava za prijevoz tereta. Dužina mu je obično 8-15 metara a nosivost 20-50 tona. Posada se sastoji od dvije do tri osobe. Ima jedno sošno i vršno jedro te jedno ili više letnih jedara na pramcu. Kuteri su tradicionalno služili i za carinsku službu, a početkom 20. st. su opremljeni motorima. Danas se u Velikoj Britaniji i SAD-u carinski i brodovi Obalne straže često nazivaju kuterima.
Leut je jedna od najstarijih veslarica na jedra hrvatske obale, česta kod Neretvana i Omišana, a tijekom vremena raširila se po čitavom Jadranu. Obično se dijeli na manje (do 8,5 metara) i veće (do 15 metara), nosivosti od 6 do 8 tona (ribe). Ima šest vesala, sličan je gajeti, ali puno masivnije građen. Paluba mu je pokrivena, ima snažnu kobilicu, a trup mu je u središnjem dijelu zaobljen. Jarbol se nalazi na 1/3 duljine s latinskim jedrom s jednom kratnicom. Od svih drugih brodova se razlikuje po tome što na pramcu ima skočnicu dugu do 1,2 metara. Posadu čini 7-8 ljudi, a kao ribarski brod u predmotorno doba imao je do 14 članova posade. Nema brzinu, ali je izuzetno otporan na jak vjetar i valove.
Liburna je mala i pokretljiva rimska galija s po jednim redom vesala sa svake strane. Ime joj dolazi od ilirskog plemena Liburna od kojih su Rimljani preuzeli dizajn. Liburna je u povijest ušla zahvaljujući uspješnoj primjeni u bitki kod Akcija godine 31. pr. Kr. kada je flota Oktavijana Augusta potukla flotu Antonija i Kleopatre opremljenu većim, ali slabije pokretljivim galijama. Liburna se smatrala najbržim antičkim brodom na Mediteranu, vrlo uska i plitkog dna s velikim latinskim jedrom, brzine do 16 čvorova. Imala je rostrum ispod pramca za probijanje oplate protivničkog broda.
Loger je najveći brod u klasi manjih teretno-trgovačkih jedrenjaka – brod obalne, pa čak i prekooceanske plovidbe. Loger je prosječno dug 16-24 metra, a nosivost mu je 80-220 tona. Posadu čini 8-18 osoba. Snast se sastoji od dva jarbola s nastavcima (šošnjače i gornjače), a na pramcu je duži kosnik pa se između njega i pramčanog jarbola razapinju tri prečke i jedna poletnjača. Trup je oblih bokova i dna s jakom kobilicom. Pokriven je u cjelini palubom. Hrvatski loger se od mediteranskih logera razlikuje po dimenzijama i rješenjem snasti.
Nava (križnjak) je velik teretni jedrenjak srednjeg vijeka za prekooceanska putovanja. Ima tri jarbola s dva nastavka, ponekad i četiri i pet jarbola, sve s križnim jedrima i to 4-5 po svakom, a jedino je na krmenom jarbolu znalo biti sošno jedro. Između jarbola je 3-5 letnih jedara, a na pramcu povrh dužeg kosnika 3-4 prečke ili floka. Nava je nastala produljenjem trupa barka. Duljina nava je 50-80 metara a nosivost 1.000-4.000 tona. Posadu čini 15-40 osoba. Gradile su se od drva i čelika a zatim isključivo od čelika. Postojala su dva tipa: atlantski (vitkiji, katkad s 3-4 otvora za vesla) i sredozemni (zdepasti, s gotovo kružnim oblicima na pramcu i krmi). Nave su služile i kao ratni brodovi dogradnjom čvrstih nadgrađa na stupovima: kaštela na pramcu i kasara na krmi. Početkom 14. st. počele su se graditi velike ratne nave, bili su to teški brodovi, a za kormilarenje im je služilo plosnato kormilo koje je u to vrijeme izumljeno.
Neretvanska lađa – Stotinama godina, sve do početka 70-ih 20. st. lađe su bile osnovno teretno prijevozno sredstvo u dolini Neretve, za razliku od trupica, koje su bile svojevrsno osobno prijevozno sredstvo. Prema pučkom vjerovanju postanak i naziv lađe temelji se na nazivu jednoga njezinog dijela – kobilice, također tradicionalnom i autohtonom neretvenskom plovilu, koju puk naziva trupom ili trupicom. Produženjem dna trupe i dizanjem boka novim daskama, mala trupa prerasta u lađu. Takvim podrijetlom trupe vezuju se s pojmom copula, primitivnog čamca koji je bio poznat duž hrvatske obale. Prvi podaci o copulima u Neretvi pripadaju mletačkim izvorima iz 17. st. i "Kronici fra Pavla Šilobadovića o četovanju u Primorju (1662. – 1686.)". Prema tim i drugim podacima, i po broju ljudi u jednom copulu (šestero), trebalo bi zaključiti da se radi o većem čamcu, te da Mlečani neretvanske copule izjednačuju s barkama ili čamcima, pa se ime čopula ili čopul odnosi na veći neretvanski čamac, dakle lađu.
Omiška strijela je brod na vesla s jednim jarbolom koji su koristili omiški gusari. Jedna od najvažnijih karakteristika omiških strijela je bila plitki gaz koji im je omogućavao brzu pokretljivost i učinkovito povlačenje u korito rijeke Cetine u slučaju opasnosti. Omiški su gusari sagradili podvodni zid (Mostina) u koritu Cetine na samom ulazu u more, koji je bio neobično važan jer se nije vidio i imao je samo jedan otvor prilagođen omiškim brodovima koji se mogao zatvoriti lancima, pa bi se neprijateljski brodovi tu nasukali ako bi ih pokušali slijediti.
Pelig je jedrenjak s dva jarbola, tradicionalan na istočnoj obali Jadrana. Na pramčanom jarbolu je oglavno jedro, a na krmenom sošno. Služio je za ribarenje i prijevoz tereta (60-150 tona) u priobalju. Brodovi su bili prosječno dugi od 16 do 22 metra. Posada se sastojala od 5 do 6 mornara. Pelig je veći od trabakula i najveći brod na Jadranu. Krajem 19. st. veliki pelizi plovili su i do Tihog oceana. Nakon II. svjetskog rata ovi su brodovi registrirani kao motorni jedrenjaci.
Pulaka je trgovački jedrenjak. Veličinom i brojnošću najistaknutiji je brod u dubrovačkoj mornarici u 18. i 19. st. Za razliku od većine brodova tog tipa na Sredozemlju dubrovačke pulake nisu imale vesla i bile su nešto veće. Imale su tri jarbola, krmeni kasar i naoružanje. U pravilu ti su brodovi bili u vlasništvu privatnih trgovaca i brodovlasnika, ali su bili i u sastavu državne trgovačke i ratne flote Dubrovačke Republike. Pulakama se nije prevozio samo teret, već i putnici, pa je za tu svrhu bio posebno uređen krmeni dio.
Sagena je naziv za vrstu broda koja se gradila na Jadranu u 10. st. za vrijeme hrvatskog kralja Tomislava. Opis sagene nije nigdje sačuvan, ali se pretpostavlja da je po svom obliku negdje između trgovačkog i ratnog broda i da je bila duga do 20 i široka 4 metra s gazom od 1 metra. Imala je 15 pari vesala u jednom redu (jednoveslarka), jedan ili dva jarbola na kojima je razapinjala križna ili latinska jedra, a kormilarilo se veslima na krmi. U funkciji ratnog broda sagene su opremane privremenim kaštelima s kruništem na pramcu i na krmi. Riječ sagena potječe od grč. sagene i znači velika mreža pa se vjerojatno sagena najprije koristila za ribarenje.
Šambek je tipičan mediteranski jedrenjak koji se gradi i u dubrovačkim brodogradilištima od 15. do 19. st. To je izrazito vitak i brz tropalubni jedrenjak s tri jarbola i s latinskim jedrima, izuzetnih manevarskih sposobnosti i brzine, a posada broji oko 30 ljudi od toga 10-12 za navigaciju. Velika latinska jedra davala su mu veliku brzinu, no otežavala manevriranje, ali je mogao ploviti uz vjetar što mnogi tadašnji brodovi nisu, a manevar se mogao izvoditi i veslima. Vrlo često se koristio kao ratni brod, a često su ga koristili i gusari.
Škuna (eng. schooner) je jedrenjak s dva ili više jarbola i kosnikom. Iznad kosnika se razapinju tri prečke i prečnjača, na prednjem jarbolu 3-5 križnih jedara, a na krmenom jarbolu sošno i vršno jedro. Posebne su vrste hibridi s barkom (škuna-bark i bark-škuna). Škune su se prvi put pojavile u Nizozemskoj tijekom 17. st. a vrhunac razvitka su imale u Sjevernoj Americi za vrijeme Američkog rata za nezavisnost 1775-1783. i osnivanja SAD-a.
Šalupa (eng. sloop) je manji brod, odnosno čamac na jedra, koji ima jedan jarbol s dva jedra. Razvio se od jedrenjaka koji su razbijali kontinentalnu blokadu za vrijeme napoleonskih ratova, a danas služi kao vrhunska sportska jedrilica.
Tartana je trgovački brod koji se lako mogao prilagoditi u ratni, a masovno se gradila u 18. st. Duga 18,5 metara, imala je gaz manji od 2 metra zbog trgovine uzduž albanske obale i u mletačkim lagunama. Veće tartane krcale su 150-250 tona, srednje 100-150, a male 10-30 tona tereta. Tartana je imala snast tako podešenu da se vrlo lako moglo zamijeniti latinska s križnim jedrima. Kao i šambek mogla je ploviti uz vjetar.
Trabakul je teretni jedrenjak veći od bracere, od koje se razlikuje po tome što ima i krmeni jarbol također s oglavnim jedrom. Okruglastog je pramca i krme, na pramcu ima oči kao ukras a ispod njih otvore za sidrene lance. Pramčana statva završava jabukom koja je nerijetko modelirana u obliku ljudske glave. Trabakuli su u upotrebi od 18. do početka 20. st. a i kasnije kad jedra bivaju zamijenjena motorom. Manji trabakuli dugi su 14-20 metara nosivosti 40-100 tona, a veći 30 metara i nosivosti 60-200 tona. Stariji trabakuli su imali dva floka, a kasnije jedan flok ili prečku. U kasnijem razvoju trabakula i pramčano i krmeno jedro zamijenjeno je sošnim. Imaju 4-5 članova posade, ponekad i više.

## Vanjske poveznice
- Bark Hrvatska tehnička enciklopedija, portal hrvatske tehničke baštine. LZMK

- Batana Hrvatska tehnička enciklopedija, portal hrvatske tehničke baštine. LZMK

- Bracera Hrvatska tehnička enciklopedija, portal hrvatske tehničke baštine. LZMK

- Bragoc Hrvatska tehnička enciklopedija, portal hrvatske tehničke baštine. LZMK

- Brik Hrvatska tehnička enciklopedija, portal hrvatske tehničke baštine. LZMK

- Kondura Hrvatska tehnička enciklopedija, portal hrvatske tehničke baštine. LZMK

- Karaka Hrvatska tehnička enciklopedija, portal hrvatske tehničke baštine. LZMK

- Fregata Hrvatska tehnička enciklopedija, portal hrvatske tehničke baštine. LZMK

- Gajeta Hrvatska tehnička enciklopedija, portal hrvatske tehničke baštine. LZMK

- Galija Hrvatska tehnička enciklopedija, portal hrvatske tehničke baštine. LZMK

- Galijun Hrvatska tehnička enciklopedija, portal hrvatske tehničke baštine. LZMK

- Goleta Hrvatska tehnička enciklopedija, portal hrvatske tehničke baštine. LZMK

- Grip Hrvatska tehnička enciklopedija, portal hrvatske tehničke baštine. LZMK

- Guc Hrvatska tehnička enciklopedija, portal hrvatske tehničke baštine. LZMK

- Korveta Hrvatska tehnička enciklopedija, portal hrvatske tehničke baštine. LZMK

- Kuter Hrvatska tehnička enciklopedija, portal hrvatske tehničke baštine. LZMK

- Leut (levut) Hrvatska tehnička enciklopedija, portal hrvatske tehničke baštine. LZMK

- Liburna Hrvatska tehnička enciklopedija, portal hrvatske tehničke baštine. LZMK

- Loger Hrvatska tehnička enciklopedija, portal hrvatske tehničke baštine. LZMK

- Nava Hrvatska tehnička enciklopedija, portal hrvatske tehničke baštine. LZMK

- Omiška strijela Hrvatska tehnička enciklopedija, portal hrvatske tehničke baštine. LZMK

- Pelig Hrvatska tehnička enciklopedija, portal hrvatske tehničke baštine. LZMK

- Pulaka Hrvatska tehnička enciklopedija, portal hrvatske tehničke baštine. LZMK

- Sagena Hrvatska tehnička enciklopedija, portal hrvatske tehničke baštine. LZMK

- Šambek Hrvatska tehnička enciklopedija, portal hrvatske tehničke baštine. LZMK

- Tartana Hrvatska tehnička enciklopedija, portal hrvatske tehničke baštine. LZMK

- Trabakul Hrvatska tehnička enciklopedija, portal hrvatske tehničke baštine. LZMK